# Digalistes signata
Digalistes signata is een hooiwagen uit de familie Cranaidae.